# Leone II il Taumaturgo
Leone II, detto il Taumaturgo (Ravenna, maggio 709 – Catania, 20 febbraio 785), fu il quindicesimo vescovo di Catania. È considerato santo dalla chiesa cattolica ed è festeggiato il 20 febbraio.

## Biografia
A 22 anni divenne presbitero, spinto dalla famiglia. Dopo aver vissuto un lungo periodo in un monastero benedettino, il vescovo di Reggio Calabria Cirillo lo nominò arcidiacono. Fu nominato vescovo di Catania nel 765, a circa 55 anni. In Sicilia si dedicò a combattere l'eresia.
La tradizione narra che Leone compì svariati miracoli e per questo ottenne l'appellativo di Taumaturgo. La sua figura è legata principalmente alla leggenda del necromante-apostata Eliodoro, con cui entrò in contrasto. Si narra che Leone lo condannò ad essere bruciato vivo nel 778. Altre fonti riportano che entrambi entrarono in una fornace e Leone si sarebbe salvato per la sua fede in Dio. Si narra anche che con la sua sola presenza avesse fatto incendiare l'antico Tempio di Cerere, ricordato nelle Verrine, anche se molto probabilmente fu semplicemente il mandante della sua distruzione.

## Culto
Il culto del santo vescovo è rimasto vivo nel ricordo dell'arcidiocesi catanese. Promotori e grandi divulgatori della devozione al santo furono i padri benedettini. Un cenobio dedicato al santo, fondato dallo stesso, denominato San Leone esisteva presso Malpasso, sotto la giurisdizione del I Conte di Paternò, e fu distrutto dalla lava del 1536. Il culto verso il vescovo taumaturgo esisteva anche a Santa Maria di Licodia, presso la cappella trecentesca situata sotto la torre campanaria.

### Patronati
È il santo patrono e protettore di Rometta in provincia di Messina. In un bosco di questo comune si trova un eremo a lui dedicato, dove visse in preghiera e penitenza, dopo aver lasciato Catania; eremo che fu anche monastero benedettino e luogo di culto del santo.
È protettore anche di Longi e Sinagra. A lui è dedicato un quartiere a Catania, che è incluso nella V Circoscrizione. Al vescovo catanese è dedicata anche la splendida Basilica di Assoro.
È santo patrono, inoltre, della cittadina di Saracena in provincia di Cosenza. Qui i festeggiamenti in suo onore rappresentano l'appuntamento più importante dell'anno: la sera della vigilia (19 febbraio) si tiene una festosa fiaccolata (con canti devozionali, musiche tradizionali e folkloristiche) che parte dalla Chiesa di San Leone, attraversa le strade cittadine per poi concludersi nella medesima chiesa. Dopo la fiaccolata, a tramonto inoltrato, in tutti i rioni del paese, vengono accesi enormi e suggestivi falò (detti "fucarazzi"), che durano sino al mattino seguente. "Saracenari" e "forestieri", ovvero i partecipanti alla festa che provengono da tutta la provincia, assieme, percorrono vie e viuzze di rione in rione, ove vengono offerti, in una cornice di sentita ospitalità, prodotti tipici locali (su tutti il rinomato " Moscato di Saracena" e i "cannaricoli").
Da ricordare che a Saracena si festeggia anche nella seconda domenica di agosto, con grandi paramenti.

## Nell'arte
- San Leone di Matteo Desiderato